# Búzásradosa
Búzásradosa (szlovákul Žitná-Radiša) község  Szlovákiában, a Trencséni kerületben, a Báni járásban. Búzás és Radosa községek egyesítésével jött létre.

## Fekvése
Bántól 9 km-re északkeletre fekszik.

## Története
Búzást 1295-ben „Sythna”, Radosát ugyanekkor „Radys” alakban említik először.
A trianoni diktátumig mindkét település Trencsén vármegye Báni járásához tartozott.
Búzást és Radosát 1960-ban egyesítették.

## Népessége
| Év:            | 1994. | 2004.   | 2014.   | 2024.   |
| -------------- | ----- | ------- | ------- | ------- |
| Emberek száma: | 475   | 458     | 454     | 436     |
| Eltérés:       |       | -3,57 % | -0,87 % | -3,96 % |

| Év:            | 2023. | 2024.   |
| -------------- | ----- | ------- |
| Emberek száma: | 443   | 436     |
| Eltérés:       |       | -1,58 % |

1910-ben Búzásnak 507, Radosának 276, túlnyomórészt szlovák anyanyelvű lakosa volt.
2001-ben 485 lakosából 470 szlovák volt.
2011-ben 461 lakosából 458 szlovák volt.

## Lásd még
- Búzás
- Radosa